# Rapanea hasseltii
Rapanea hasseltii là một loài thực vật có hoa trong họ Anh thảo. Loài này được (Blume ex Scheff.) Mez miêu tả khoa học đầu tiên năm 1902.